# Williamstown (Kentucky)
La ville de Williamstown est le siège du comté de Grant, dans l’État du Kentucky, aux États-Unis. Elle comptait 3 227 habitants lors du recensement de 2000. La ville est au centre d'une polémique lors de l'été 2016 à l'occasion de l'inauguration d'un nouveau parc d'attractions Ark Encounter dont la principale attraction est une reproduction de l'Arche de Noé. En effet, plusieurs observateurs ont dénoncé le caractère prosélyte du parc, avec en toile de fond une idéologie créationniste.

## Source
- (en) Cet article est partiellement ou en totalité issu de l’article de Wikipédia en anglais intitulé « Williamstown, Kentucky » (voir la liste des auteurs).